# Flugplatz Ottengrüner Heide

i7
i11
i13

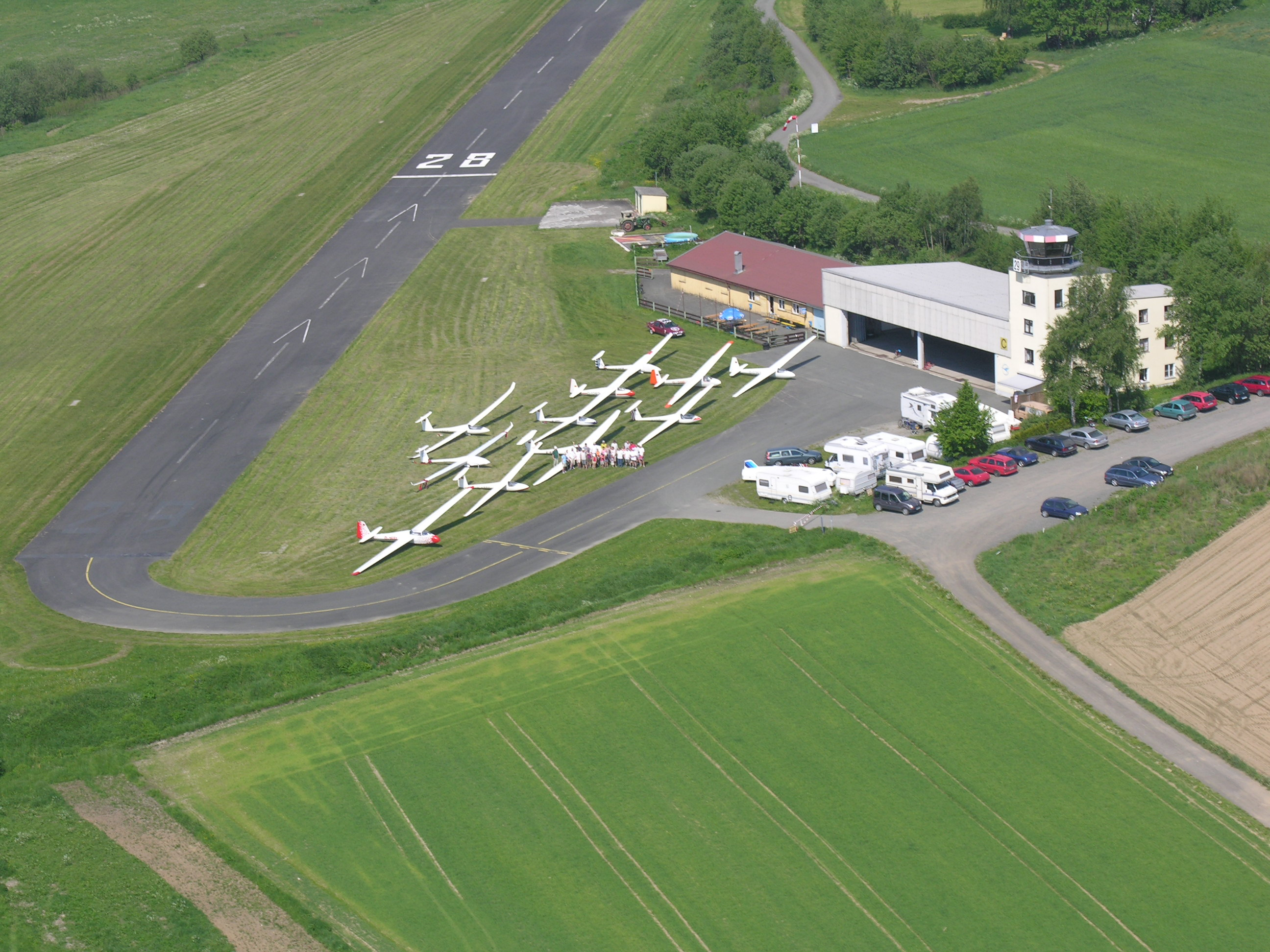
Turm und Hangar des Flugplatzes

Der Flugplatz Ottengrüner Heide (ICAO-Code: EDQO) ist ein Sonderlandeplatz bei Helmbrechts im oberfränkischen Landkreis Hof (Bayern).

## Geografie
Der Flugplatz liegt knapp zwei Kilometer südöstlich des historischen Ortskernes von Helmbrechts auf einer Höhe von 573 m ü. NN.  Naturräumlich befindet er sich links im Tal des Eierbaches und westlich der Münchberger Hochfläche im Frankenwald. 25 Kilometer östlich liegt die kreisfreie Stadt Hof, in 30 Kilometer Entfernung die Staatsgrenze zu Tschechien.

## Geschichte
Der SFZ Ottengrüner Heide e. V. wurde 1957 gegründet und nutzte zu Anfang die Gelände benachbarter Vereine mit, da ein regelmäßiger Flugbetrieb wegen der Nähe zum Eisernen Vorhang noch nicht genehmigt wurde.  Im Jahr 1970 wurde das heute genutzte Gelände bezogen. Dort entstanden zunächst ein eigenes Clubheim, eine Flugzeughalle, ein Flugleitstand und die Zulassung als Sonderlandeplatz wurde erteilt. Später wurde auch das Rollfeld asphaltiert und es erfolgt seither kontinuierlich der weitere Ausbau.

## Allgemeine Informationen
Der ansässige Verein, das Segelflugzentrum Ottengrüner Heide e. V., betreibt an diesem Platz Segelflug, Motorflug, Ultraleichtflug mit primärer Ausrichtung auf Segelflug.
Zugelassen ist der Flugplatz für Flugzeuge bis 2000 kg, bis 3500 kg PPR, Motorsegler, Segelflug und UL.
Seit 2019 gilt die neue Frequenz: 133,585 MHz im 8,33 kHz-Raster.
Eine mobile Schleppwinde steht ebenso zur Verfügung wie zwei Schleppflugzeuge. Außer einem Vereinsheim mit Terrasse sind auch ein Campingplatz mit sanitären Anlagen und weitere Übernachtungsmöglichkeiten vorhanden.

## Sportliche Erfolge des Vereins im Segelflug

### Segelflug-Bundesliga im Rahmen des OLC
Von 2008 bis 2011 flog das SFZ Ottengrüner Heide e. V. in der 1. Segelflug-Bundesliga des Online-Contest mit, ab der Saison 2012 in der 2. Segelflug-Bundesliga des Online-Contest.
In der Saison 2014 in der 2. Segelflug-Bundesliga konnte das SFZ den erneuten Aufstieg in die 1. Segelflug-Bundesliga mit Gesamtplatz 6 sicherstellen. In der nachfolgenden Saison im Jahr 2015 konnte das Bundesliga-Team in der letzten Bundesliga-Runde den Klassenerhalt in der 1. Segelflug-Bundesliga sicherstellen. 2016 folgte nach einer durchgehend schwachen Saison der Abstieg. In der nachfolgenden Saison in der 2. Segelflug-Bundesliga schieden einige Piloten aus dem Bundesligateam aus, weshalb ein weiterer Abstieg in die Quali-Liga (gleichzeitige Landesliga Bayern) die Folge war. In dieser flog das Team des SFZ in den Jahren 2018–2019 mit. Durch den Aufbau neuer junger Piloten und deren Heranführen an den sportlichen Streckenflug, konnte in der Saison 2019 der Wiederaufstieg in die 2. Bundesliga realisiert werden.

### Zentrale Meisterschaften
Erfolgreich sind auch einzelne Piloten, die an Europa- und Weltmeisterschaften mit dem Team Germany in jüngster Vergangenheit teilgenommen haben. Erwähnenswert ist Claus Triebel, welcher Erfolge für das SFZ vorweisen kann, bspw.  4 × Teilnahme an Weltmeisterschaften, 8 × Teilnahme an Europameisterschaften, 2 × als Vize-Europameister, 2 × als Drittplatzierter, 29 × Teilnahme an den Deutschen Meisterschaften sowie  8 × Bayerische Meisterschaft und 2 × Bayerischer Vize-Meister.

## Flugzeugpark
Auf dem Flugplatz sind einige vereinseigene Flugzeuge stationiert, ein Scheibe Bergfalke III, ein GROB TWIN III Acro, ein GROB Astir CS Jeans, zwei LS 4a, ein Schempp-Hirth Arcus M und ein Diamond Dimona HK36R. Weiterhin sind dort etliche private Flugzeuge untergestellt, bspw. LS 1-f, LS 4a, DG 300-Elan, JS-3 Rapture, LS 8-18 und Ka 8b.

## Zwischenfälle
- Am 26. März 2005 stürzte eine Beechcraft A23A kurz nach dem Start auf EDQO ab. Der Pilot (83) und zwei Fluggäste wurden hierbei tödlich sowie eine weitere Person schwer verletzt, das Luftfahrzeug zerstört[2]:9
- Am 6. April 2012 überschlug sich ein Segelflugzeug beim Landeanflug auf einem nahen Acker. Die Pilotin wurde hierbei leicht verletzt und das Fluggerät zerstört.[3]
- Am 5. August 2012 kam ein Motorsegler bei der Landung neben der Piste auf. An dem Flugzeug entstand Totalschaden, die beiden Insassen kamen mit dem Schrecken davon[4]
- Am 15. August 2012 verunglückte eine Schempp-Hirth Cirrus nach dem Windenstart, wobei der Pilot (72) ums Leben kam.[5]
- Am 4. Juni 2015 schmierte ein Cirrus-VTC Segler beim F-Schlepp ab. Der Pilot (68) wurde schwerverletzt und das Luftfahrzeug schwer beschädigt.[6]